# Леандр, Шарль
Шарль Люсьен Леандр (фр. Charles Lucien Léandre; 22 июля 1862, Шансекре, департамент Орн — 24 мая 1934, Париж) — французский художник.

## Биография

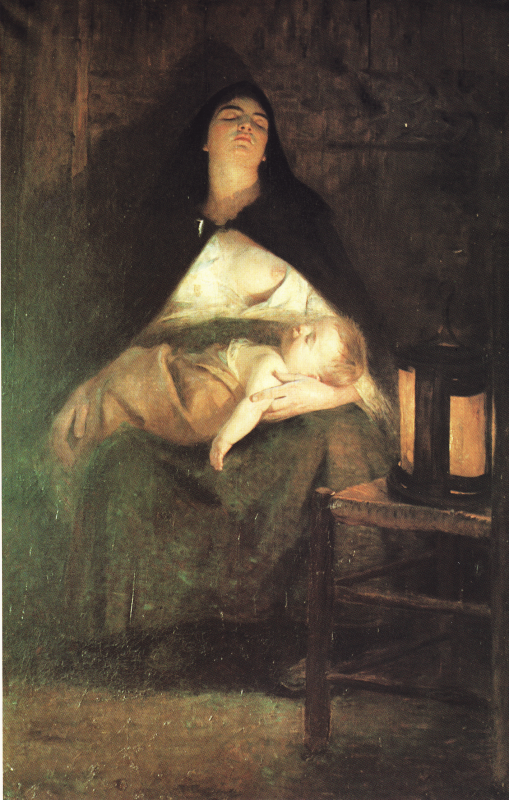
«Сплю, но сердце бдит» (1889)

Сын офицера. С 1878 года учился в Париже у Эмиля Бена, затем поступил в Академию художеств к Александру Кабанелю. В 1882—1897 годах Леандр преподавал рисунок в парижских учебных заведениях. В 1889 году на Всемирной выставке в Париже он был удостоен бронзовой медали за полотно «Мать (Сплю, но сердце бдит)» (фр. La Mère, лат. Dormio cor meum vigilat). На Всемирной выставке 1900 года получил уже золотую медаль, за работы в технике литографии.
Наряду с портретной живописью много занимался карикатурой и шаржем, в 1904 году основал Общество художников-юмористов (фр. Société des Peintres Humoristes). Работы Леандра в этом жанре печатались в ведущих французских газетах, включая «Фигаро», и в специализированных сатирических изданиях, включая журнал «Смех» (фр. Le Rire); не все из этих произведений носили доброжелательный характер. Выступал также как иллюстратор — особенной известностью пользовались его иллюстрации к «Мадам Бовари» Гюстава Флобера.

## Галерея

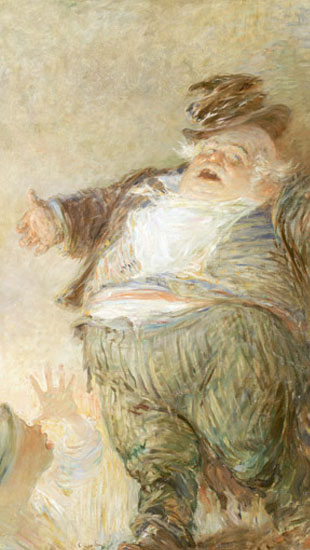
Речь мэра
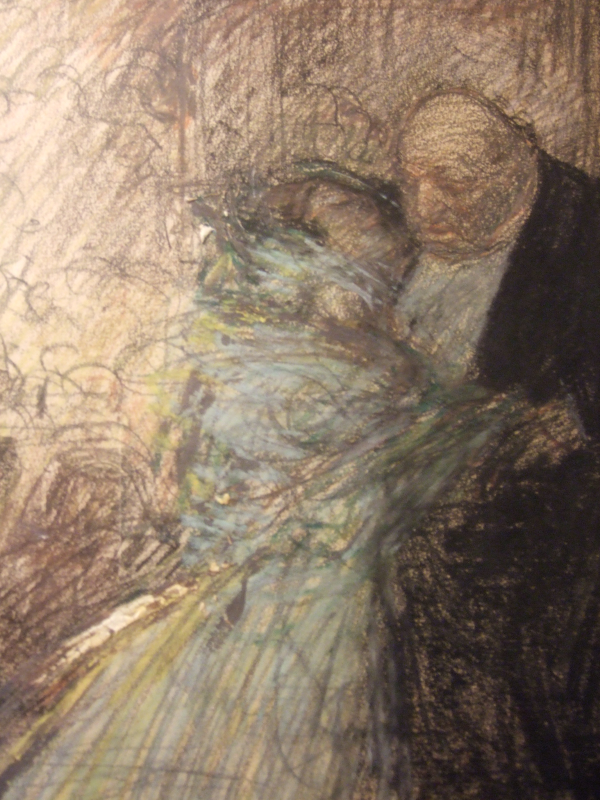
Вальс
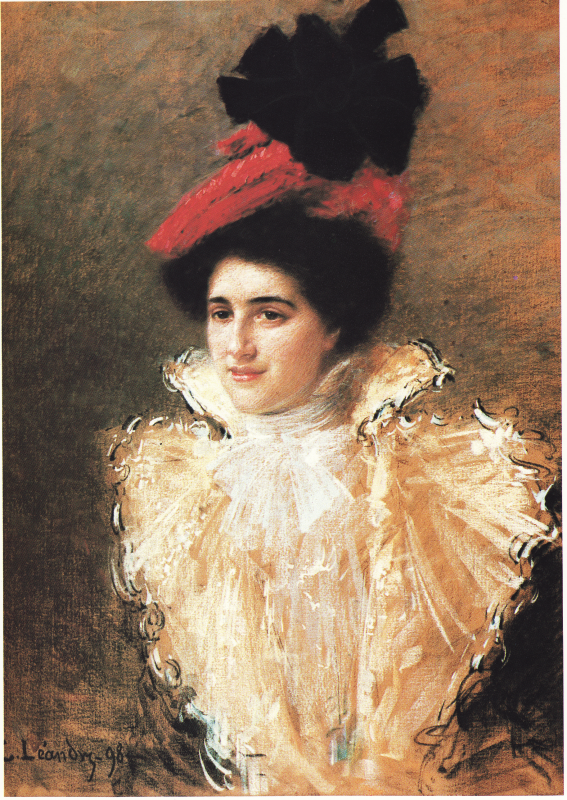
Красавица в красной шляпке
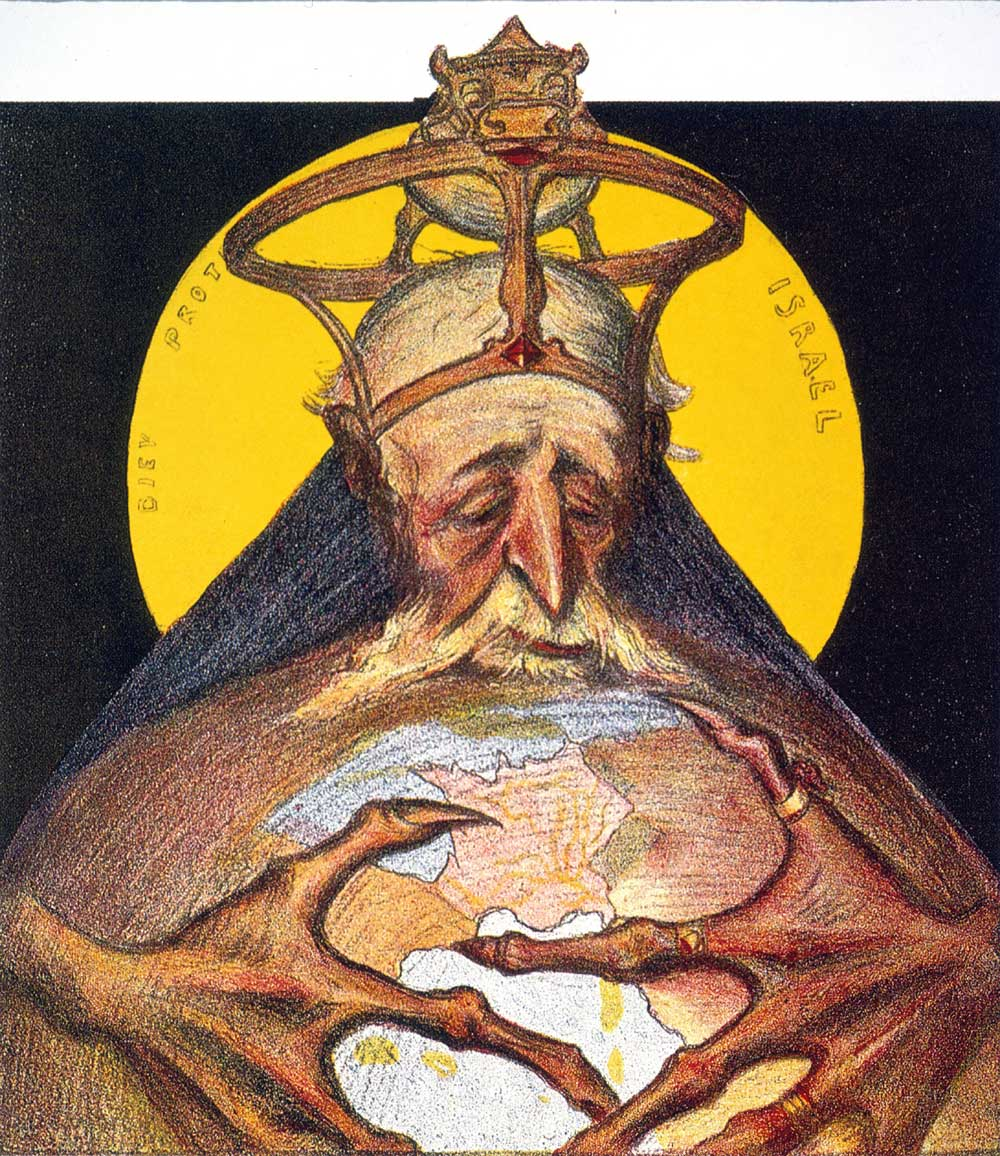
Ротшильд

1. ↑  Charles Lucien Léandre // Departmental archives of Orne
2. ↑  мэрия Парижа Charles Lucien Léandre // Vital records of Paris